# Hazafi Rádió
A Hazafi Rádió 2005 augusztusától 2006 májusáig (10 hónapon át) üzemelt, önmagát nemzeti radikálisnak definiáló internetes rádió volt.

## Leírás
A rádiót 2005 augusztusában Dukai György, Keszthelyi Kornél és Mihály Ferenc alapították. A rádió fő küldetésének a magyar kultúra és világszemlélet minél szélesebb körű megismertetését, terjesztését tartotta. Hallgatottságát  elsősorban a zenei repertoárjának köszönhette (nemzeti rock, népzene), de fontos szerepet kaptak a ismeretterjesztő-, hír-, valamint politikai elemző műsorok is. 2006 áprilisára áthidalhatatlanná váló belső szakmai ellentétek miatt a szerkesztők egy része kivált és Turner Gábor vezetésével megalapította a Szent Korona Rádiót. A Hazafi Rádió nem sokkal később, 2006. május 1-jétől bizonytalan időre – később véglegesen – felfüggesztette adását.

## Külső hivatkozások
- A Hazafi Rádió weboldala